# ホテルオークラ札幌
ホテルオークラ札幌（ホテルオークラさっぽろ、英: Hotel Okura Sapporo）は、北海道札幌市中央区にあったホテル、ならびにそれを運営していたホテルオークラの子会社（株式会社ホテルオークラ札幌）。2021年（令和3年）9月20日で営業を終了した。

## 概要
仙台の米穀飼料卸を祖業とする関兵精麦がホテルオークラからの協力を得て、1980年に「ホテルアルファ札幌」としてオープンする。しかし、バブル崩壊後に経営破綻。加森観光グループが運営を引き継ぎ、2003年からはホテルオークラの子会社「ホテルオークラ札幌」が運営にあたってきた。
ホテルオークラ札幌では、前身時代から築40年近く建っている建物の耐震補強や建て替えを2015年から検討してきたが、補強工事には多額の資金と8ヵ月の休業期間が必要で、現在地での建て替えでは経営効率の高い事業規模のホテルにならないことから、2021年9月20日で営業を終了した。ホテルオークラ札幌は、札幌市内で新たな用地を開発し、オークラの中では「ヘリテージ」に次ぐ高級ブランドである「プレステージ」の開業を目指す。
ホテルオークラの関係会社であるアオイ・インベストメント札幌が所有していた土地建物は、三菱地所に売却され、既存建物を解体後オフィスビルを建設することが計画された。
2022年9月、三菱地所がホテルオークラ札幌跡地に新ホテル（地下1階、地上15階建て）を建設することが報じられた。しかし、資材高騰や人材不足などで当初想定されていた採算に見合わなくなり、2023年7月27日に三菱地所は無期限延期を発表した。

## 沿革
- 1980年（昭和55年）：関兵精麦がホテルオークラの協力を得て[9]、ホテルアルファが運営する「ホテルアルファ・サッポロ」開業[2][10]。
- 1997年（平成09年）：ホテルオークラによる技術援助契約・ホテルオークラチェーン販売契約終了[2]。加森観光の子会社であるリゾート・マネージメントの運営となる。
- 2003年（平成15年）：「株式会社ホテルオークラ札幌」設立。オークラホテルズ&リゾーツの「ホテルオークラ札幌」としてリブランドオープン[2][11]。
- 2021年（令和3年）9月 ： 営業終了。

## 施設
客室
- ダブルルーム (28.2 m²)
- ハリウッドツインルーム (28.2 m²)
- スペーシャスダブルルーム (35.0 m²)
- スペ―シャスツインルーム (35.0 m²)
- エグゼクティブダブルルーム (28.2 m²)
- エグゼクティブスペーシャスツインルーム (35.0 m²)
- エグゼクティブスペーシャスダブルルーム (35.0 m²)
- スイートルーム (73.4 m²)
- プレジデンシャルスイートルーム (143.9 m²)

レストラン・バー
- レストラン コンチネンタル
- 中国料理 桃花林
- バー オークラ
- ラウンジ プレシャス

ウェディング
- チャペル
- ブライダルサロン
- BLANC SILK de BIBI[12]
- 渡辺写真館[13]
- BEAUTY MORE BEAUTY[12]
- エステ&リラクゼーション POWER BEAUTY[12]
- 日比谷花壇

宴会・会議
- 大宴会場 フォンテーヌ (442 m²)
- 中宴会場
  - チェルシー (165 m²)
  - トライベカ (250 m²)
- 小宴会場
  - オーク (58 m²)
  - メイプル (33 m²)
  - ブルックリン (48 m²)
  - ハドソン (30 m²)

その他の施設
- 北海道土産館
- アビステブティック[14]

## アクセス
大通公園に近接しており、すすきのまでは徒歩約5分。
- 札幌市営地下鉄大通駅から徒歩約1分。
- 北海道旅客鉄道（JR北海道）札幌駅から車で約5分。
- 新千歳空港から高速道路利用して車で約50分。